# Европско првенство у атлетици за јуниоре 2009 — 3.000 метара за јуниорке
Такмичење у трчању на 3.000 метара у женској конкуренцији на 20. Европском првенству у атлетици за јуниоре 2009. у Новом Саду одржано је 25. јула 2009. на Стадиону Карађорђе.
Титулу освојену у Хенгело 2007, није бранила Кристина Василоиу из Румуније.

## Земље учеснице
Учествовале су 12 такмичарки из 10 земаља.
1. Азербејџан (1)
2. Италија (1)
3. Немачка (1)
4. Румунија (1)
5. Русија (1)
6. Србија (1)
7. Турска (1)
8. Уједињено Краљевство (3)
9. Финска (1)
10. Француска (1)

## Освајачи медаља
|                           |                                   |                                   |
| Јелена Коропкина · Русија | Кејт Авери · Уједињено Краљевство | Луиза Смол · Уједињено Краљевство |

## Рекорди
| Рекорди пре почетка Европског првенства 2009. | Рекорди пре почетка Европског првенства 2009. | Рекорди пре почетка Европског првенства 2009. | Рекорди пре почетка Европског првенства 2009. | Рекорди пре почетка Европског првенства 2009. | Рекорди пре почетка Европског првенства 2009. |
| --------------------------------------------- | --------------------------------------------- | --------------------------------------------- | --------------------------------------------- | --------------------------------------------- | --------------------------------------------- |
| Европски рекорд У-20                          | Зола Бад                                      | Велика Британија                              | 8:28,83                                       | Рим, Италија                                  | 7. август 1985.                               |
| Рекорди европских првенстава У-20             | Габријела Сабо                                | Румунија                                      | 8:50,97                                       | Сан Себастијан, Шпанија                       | 1. август 1995.                               |

## Сатница
| Датум   | Време | Коло   |
| ------- | ----- | ------ |
| 25. јул | 18:50 | Финале |

## Резултати

### Финале
Финале је одржано 25. јула 2009. године у 18:50.
| Место | Атлетичарка       | Земља                | ЛР      | ЛРС     | Резултат | Белешка |
| ----- | ----------------- | -------------------- | ------- | ------- | -------- | ------- |
|       | Јелена Коропкина  | Русија               | 9:21,23 | 9:24,69 | 9:13,35  | ЛР      |
|       | Кејт Авери        | Уједињено Краљевство | 9:15,42 | 9:15,42 | 9:13,68  | ЛР      |
|       | Луиза Смол        | Уједињено Краљевство | 9:18,82 | 9:18,82 | 9:15,47  | ЛР      |
| 4.    | Гезашигн Сафарова | Азербејџан           | 9:30,07 | 9:30,07 | 9:17,59  | ЛР      |
| 5.    | Бет Потер         | Уједињено Краљевство | 9:15,76 | 9:15,76 | 9:18,81  |         |
| 6.    | Амела Терзић      | Србија               | 9:27,71 | 9:27,71 | 9:22,44  | ЛР      |
| 7.    | Тугба Каракаја    | Турска               | 9:48,53 | 9:51,12 | 9:31,31  | ЛР      |
| 8.    | Ђулија Виола      | Италија              | 9:30,12 | 9:30,12 | 9:39,38  |         |
| 9.    | Клеманс Калвен    | Француска            | 9:46,79 | 9:46,79 | 9:39,75  | ЛР      |
| 10.   | Марен Кок         | Уједињено Краљевство | 9:32,10 | 9:32,10 | 9:52,89  |         |
| 11.   | Сани Клемела      | Финска               | 9:39,57 | 9:54,56 | 10:09,00 |         |
| 12.   | Строе Андреа      | Румунија             | 9:49,62 | 9:49,62 | 10:16,29 |         |